# José Acasuso
José Javier Acasuso (ur. 20 października 1982 w Posadas) – argentyński tenisista specjalizujący się w grze na nawierzchni ziemnej, zwycięzca turniejów zawodowych w grze pojedynczej i podwójnej. W sumie wygrał osiem zawodów kategorii ATP World Tour, trzy w singlu i pięć w deblu.
Acasuso reprezentował swój kraj w Pucharze Davisa. W roku 2002 i 2007 był w składzie reprezentacji, która wygrała Drużynowy Puchar Świata.

## Życie prywatne
José Acasuso jest synem Jose Andresa i Selva Monica. Ma również rodzeństwo, siostrę Gabrielę i brata Juana Andresa.
W dzieciństwie obok tenisa uprawiał koszykówkę, koncentrując się na tenisie w wieku dwunastu lat. Pierwszy raz zetknął się z tenisem w wieku dwóch lat. Karierę zawodową rozpoczął, gdy miał siedemnaście lat. Był m.in. mistrzem Ameryki Południowej juniorów z roku 1996.

## Kariera tenisowa

### 1999–2001
W 1999 Acasuso rozpoczął karierę zawodową. Przez ten czas startował w zawodach rangi w ATP Challenger Tour. Wygrał m.in. na Bermudach. W roku 2001 wystartował w eliminacjach do turnieju w Buenos Aires. Przeszedł je pomyślnie dzięki czemu mógł wziąć udział w turnieju głównym, w którym doszedł do finału, pokonując m.in. rodaków Franco Squillariego i Gastóna Gaudio. W meczu o tytuł przegrał z Brazylijczykiem Gustavo Kuertenem 1:6, 3:6. Wynik ten pozwolił mu awansować do czołowej setki rankingu światowego.
W tym samym roku zadebiutował w Wielkim Szlemie, w turnieju French Open, w którym osiągnął II rundę. Miesiąc później zagrał w Wimbledonie, z którego odpadł w I rundzie, jak i w US Open.
Rok 2001 ukończył jako 86. tenisista na świecie.

### 2002
Sezon 2002 Acasuso zaczął od II rundy w Australian Open. W lutym osiągnął ćwierćfinały w Viña del Mar i Buenos Aires. W French Open oraz Wimbledonie odpadał w I rundach. W maju Acasuso wystartował w Drużynowym Pucharze Świata rozgrywanym na kortach ziemnych w Düsseldorfie. Argentyński zespół wygrał całą rywalizację po pokonaniu w finale 3:0 zespół Rosji, a Acasuso zdobył punkt dla drużyny pokonując Marata Safina, poprzez krecz Rosjanina przy stanie 2:6, 6:3, 3:0 dla Acasuso.
W Sopocie, na nawierzchni ziemnej, Argentyńczyk wygrał po raz pierwszy w karierze rozgrywki rangi ATP World Tour. Po drodze pokonał m.in. Carlosa Moyę 7:6(5), 7:6(4), a w finale Franco Squillariego 2:6, 6:1, 6:3. Po tym triumfie Argentyńczyk zwyciężył w challengerze rozgrywanym w San Marino.
Podczas turnieju US Open Acasuso odpadł w I rundzie. Po tym starcie wziął udział w zawodach w Bukareszcie, awansując do finału, w którym uległ 3:6, 2:6 Davidowi Ferrerrowi. Następnie Acasuso dotarł do finału w Palermo, jednak pojedynek o tytuł zakończył się porażką Argentyńczyka 7:5, 3:6, 1:6 z Fernando Gonzálezem.
Trzeci rok w zawodowej karierze zakończył na 41. miejscu w rankingu światowym.

### 2003
Najlepszym wielkoszlemowym wynikiem Acasuso była II runda w Australian Open. W French Open, Wimbledonie i US Open odpadał w I rundach. We wrześniu doszedł również do półfinału imprezy w Bukareszcie.
Na koniec roku Acasuso został sklasyfikowany na 101. pozycji na świecie.

### 2004
W edycji Australian Open z 2004 odpadł w I rundzie. Następnie Acasuso doszedł do ćwierćfinałów zawodów w Buenos Aires oraz Costa do Sauipe. Nie wystąpił w French Open, a Wimbledon zakończył na I rundzie.
W połowie lipca, podczas turnieju w Amersfoort Acasuso osiągnął pierwszy w karierze finał w grze podwójnej. Będąc w parze z Luisem Horną finałowe spotkanie przegrali z deblem Jaroslav Levinský-David Škoch. Tydzień po tych zawodach Argentyńczyk wystartował w Umagu, gdzie odniósł zwycięstwo w rozgrywkach deblowych. Partnerem Argentyńczyka był Flávio Saretta, a pokonali w rundzie finałowej duet Levinsk-Škoch, rewanżując się tym samym za porażkę w Amersfoort.
Na początku sierpnia, w Sopocie Acasuso awansował do finału singla, eliminując po drodze m.in. Davida Ferrerra 6:4, 7:6(4). W samym finale spotkał się z Rafaelem Nadalem, któremu uległ 3:6, 4:6.
Drugie turniejowe zwycięstwo Acasuso odniósł w Bukareszcie. W drodze do finału stracił jednego seta. W meczu o mistrzostwo zmierzył się z Rosjaninem Igorem Andriejewem, którego pokonał 6:3, 6:0. Ponadto Argentyńczyk doszedł do finału gry podwójnej partnerując Óscarowi Hernándezowi. W międzyczasie zagrał w US Open, gdzie odpadł w I rundzie.
Na koniec roku uplasował się na 67. w rankingu światowym.

### 2005
Swój szósty zawodowy sezon argentyński tenisista zaczął od ćwierćfinału w Auckland. Mecz o półfinał przegrał z Janem Hernychem. W Australian Open odpadł w I rundzie po pięciosetowym pojedynku z Fernando Gonzálezem. W Viña del Mar doszedł do ćwierćfinału, a w rodzinnym Buenos Aires awansował do półfinału. W meczu o finał nie sprostał Mariano Puercie przegrywając 4:6, 6:7(5). Dodatkowo w stolicy Argentyny Acasuso razem z Sebastiánem Prieto awansowali do finału debla przegrywając z para František Čermák-Leoš Friedl. Po tych zawodach Acasuso awansował do kolejnego finału w grze podwójnej, w Costa do Sauipe, tym razem tworząc duet z Ignacio Gonzálezem Kingiem. W finale zostali pokonani przez Čermáka i Friedla.
Kolejny ćwierćfinał Acasuso osiągnął w grze pojedynczej miał miejsce w Sankt Pölten, lecz spotkanie o następną rundę przegrał z Nikołajem Dawydienką. W rozgrywkach French Open dotarł do IV rundy, pokonując po drodze m.in. wicelidera rankingu, Andy'ego Roddicka. W meczu o ćwierćfinał przegrał 4:6, 1:6, 1:6 z Mariano Puertą (później zdyskwalifikowanym za doping).
Występ na Wimbledonie ukończył na I rundzie. Na początku lipca Argentyńczyk doszedł razem ze Sebastiánem Prieto do finału gry podwójnej w Båstad, gdzie przegrali z parą Jonas Björkman-Thomas Johansson. Tydzień po tym wyniku Acasuso wygrał drugi deblowy turniej, na kortach w Stuttgarcie, w duecie z Prieto. Rundę finałową argentyńska para zakończyła zwycięstwem 7:6(4), 6:3 z Mariano Hoodem i Tommym Robredo. W turnieju z cyklu Masters Series w Cincinnati Acasuso awansował do ćwierćfinału gry pojedynczej, ponosząc porażkę z Rogerem Federerem.
W ostatnim w sezonie wielkoszlemowym turnieju, US Open Argentyńczyk awansował do II rundy, w której nie sprostał Lleytonowi Hewittowi. W połowie września Acasuso wygrał rywalizację deblową w Bukareszcie. W parze ze Sebastián Prieto pokonali Victora Hănescu oraz Andrei Pavela. Na początku października, w halowym turnieju w Metzu debel Acasuso-Prieto osiągnęli finał, w którym zostali pokonani przez Michaëla Llodrę oraz Fabrice'a Santoro. Ostatni w sezonie turniej w grze singlowej Acasuso rozegrał w Bazylei dochodząc do ćwierćfinału.
Rok 2005 ukończył na 40. miejscu w rankingu światowym.

### 2006
W 2006 na początku roku Acasuso odpadł w I rundzie Australian Open. Podczas turnieju w Viña del Mar odniósł swoje trzecie karierowe zwycięstwo. W finale pokonał Nicolása Massú 6:4, 6:3. Zawody zakończyły się również końcowym sukcesem Acasuso w grze podwójnej, gdzie w finale razem ze Sebastiánem Prieto pokonali Františka Čermáka i Leoša Friedla. Rozgrywki w Buenos Aires zakończył na ćwierćfinale. W połowie lutego Acasuso zadebiutował w reprezentacji Argentyny w Pucharze Davisa przeciwko Szwecji w I rundzie grupy światowej. Swoje oba spotkania singlowe zakończył zwycięstwem, pokonując Thomasa Johanssona i Jonasa Björkmana.
Podczas rozgrywek ATP Masters Series w Hamburgu awansował do półfinału, pokonując po drodze finalistę z 2005 roku, Richarda Gasqueta. W spotkaniu o awans do finału uległ Radkowi Štěpánkowi. Z French Open Acasuso odpadł w II rundzie. Następnie zrezygnował ze startu w Wimbledonie. Kolejny finał turniejowy jaki rozegrał miał miejsce w Stuttgarcie, gdzie o mistrzowski tytuł zagrał z Davidem Ferrerem. Pięciosetowy zakończył się wygraną Ferrera 6:4, 3:6, 6:7(3), 7:5, 6:4.
W turnieju Masters Series w Toronto dotarł do ćwierćfinału, ponosząc porażkę z Fernando Gonzálezem. Na US Open argentyński tenisista przegrał swój mecz w I rundzie. Jesienią osiągnął ćwierćfinał imprezy w Bazylei. Na początku grudnia Acasuso wystąpił w finale Pucharu Davisa przeciwko Rosji. Rywalizacja zakończyła się porażką Argentyńczyków 2:3, a decydujący pojedynek pomiędzy Acasuso a Maratem Safinem zakończył się wygraną Safina 6:3, 3:6, 6:3, 7:6(5).
Dnia 14 sierpnia 2006 roku José Acasuso został sklasyfikowany na najwyższym miejscu w swojej karierze, jako 20. tenisista.

### 2007
W Australian Open Acasuso przegrał w I rundzie z Samem Querreyem. Na początku marca dotarł do ćwierćfinału w Acapulco, a pod koniec kwietnia w Casablance. Miesiąc później był w składzie Argentyny, która wygrała Drużynowy Puchar Świata, eliminując w drodze do finału Chile, Szwecję i Stany Zjednoczone. W rundzie finałowej rywalami Argentyńczyków byli Czesi. Acasuso rozegrał zwycięskie spotkanie w grze podwójnej, wspólnie z Agustínem Callerim przeciwko parze Tomáš Berdych-Martin Damm. Końcowy wynik rywalizacji to 2:1 dla tenisistów z Ameryki Południowej. Z turnieju French Open Acasuso odpadł w I rundzie.
W sierpniu awansował do finału imprezy rozgrywanej w Sopocie. W finale spotkał się Tommym Robredo, któremu uległ 5:7, 0:6. Na US Open doszedł do II rundy, w której poddał spotkanie Andy'emu Roddickowi przy stanie 4:6, 6:1, 6:2, 0:0 dla Amerykanina.
Sezon 2007 skończył na 67. miejscu w klasyfikacji generalnej ATP.

### 2008
Kolejny zawodowy sezon Acasuso zaczął od I rundy Australian Open. W lutym dotarł do ćwierćfinału singla w Viña del Mar. Acasuso osiągnął ponadto finał gry podwójnej partnerując Sebastiánowi Prieto. Pojedynek finałowy wygrali z Máximo Gonzálezem i Juanem Mónaco. Pierwszy finał gry pojedynczej tego roku Acasuso osiągnął w Buenos Aires, jednak został pokonany przez Davida Nalbandiana. W turnieju z serii International Series Gold w Acapulco uzyskał półfinał, w którym przegrał z Nicolásem Almagro.
Występ w French Open Acasuso ukończył na II rundzie, a potem zrezygnował ze startu na Wimbledonie. Na US Open odpadł w II rundzie, natomiast w Bukareszcie doszedł do półfinału, w którym przegrał z Gilles'em Simonem 6:4, 6:7(4), 4:6. W grudniu Acasuso zagrał w finale Pucharu Davisa przeciwko Hiszpanii. Argentyna przegrała konfrontację 2:3, a Acasuso uległ w swoim pojedynku Fernando Verdasco 3:6, 7:6(3), 6:4, 3:6, 1:6. Mecz ten zarazem zadecydował, która z reprezentacji zdobyła trofeum.
Na koniec roku był sklasyfikowany na 48. pozycji w rankingu.

### 2009
Pierwszy turniej jaki w sezonie Acasuso rozegrał miał miejsce w Viña del Mar, gdzie dotarł do finału, pokonując wcześniej m.in. Tommy'ego Robredo 5:7, 6:2, 6:4. W meczu o tytuł przegrał z Fernando Gonzálezem 1:6, 3:6. W Costa do Sauipe i Buenos Aires Acasuso dochodził do półfinałów, przegrywając w obu turniejach z Robredo. W Acapulco również osiągnął półfinał, eliminując m.in. Tommy'ego Robredo. W spotkaniu o awans do finału nie sprostał Gaëleowi Monfilsowi. Francuz w dwóch setach pokonał Acasuso 3:6, 4:6.
Podczas turnieju French Open Acasuso doszedł do II rundy, w której odpadł z Rogerem Federerem. Po trzech latach powrócił na trawiaste korty Wimbledonu, jednak został wyeliminowany w I rundzie. pod koniec sierpnia, w New Haven Argentyńczyk awansował do półfinału, wygrywając wcześniej z Tommym Robredo, przegrał z Samem Querreyem. Podczas US Open Acasuso doszedł do III rundy rozgrywek. W II rundzie wyeliminował Davida Ferrera, jednak w rywalizacji o awans do IV rundy nie sprostał Gaëlowi Monfilsowi..
Rok zakończył na 51. pozycji w rankingu ATP Entry.

### 2010–2012
Pierwszy turniej w sezonie 2010 Acasuso rozegrał na kortach w Sydney, jednak przegrał swój mecz w I rundzie w dwóch setach z Peterem Luczakiem. W Australian Open również odpadł z rywalizacji w I rundzie po porażce z Igorem Kunicynem. Na początku maja Argentyńczyk wygrał zawody challengerowe w Tunisie, po zwycięstwie w finale z Danielem Brandsem. pod koniec maja przystąpił do kwalifikacji do French Open, z których odpadł w III rundzie po porażce z Jorge Aguilarem.
W połowie lutego 2011 roku Acasuso po ponad rocznej przerwie doszedł do ćwierćfinału rozgrywek rangi ATP World Tour, podczas rywalizacji w Buenos Aires. Po drodze wyeliminował Ołeksandra Dołhopołowa oraz Pablo Cuevasa, a przegrał z Nicolásem Almagro. Dwa miesiące później Argentyńczyk triumfował w zawodach challengerowych w Blumenau po zwycięstwie w finale nad Marcelo Demolinerem. W maju Acasuso przystąpił do eliminacji French Open, z których odpadł w I rundzie z Alessio Di Mauro. Był to zarazem ostatni rozegrany przez Acasuso turniej w sezonie.
Dnia 23 lutego 2012 roku, w Buenos Aires, Acasuso ogłosił zakończenie kariery tenisowej.
W całej karierze sportowej, z uwzględnieniem gry pojedynczej i podwójnej, zarobił 3 642 422 dolarów amerykańskich.

### Finały w turniejach ATP World Tour

#### Gra pojedyncza (3–8)
| Legenda                                                  |
| Wielki Szlem (0–0)                                       |
| Igrzyska olimpijskie (0–0)                               |
| Tennis Masters Cup / ATP World Tour Finals (0–0)         |
| ATP Masters Series / ATP World Tour Masters 1000 (0–0)   |
| ATP International Series Gold / ATP World Tour 500 (0–1) |
| ATP International Series / ATP World Tour 250 (3–7)      |

| Wygrane według nawierzchni |
| Twarda (0–0)               |
| Ceglana (3–11)             |
| Trawiasta (0–0)            |
| Dywanowa (0–0)             |

| Końcowy wynik | Nr | Data             | Turniej      | Nawierzchnia | Przeciwnik        | Wynik finału               |
| Finalista     | 1. | 25 lutego 2001   | Buenos Aires | Ceglana      | Gustavo Kuerten   | 1:6, 3:6                   |
| Zwycięzca     | 1. | 28 lipca 2002    | Sopot        | Ceglana      | Franco Squillari  | 2:6, 6:1, 6:3              |
| Finalista     | 2. | 15 września 2002 | Bukareszt    | Ceglana      | David Ferrer      | 3:6, 2:6                   |
| Finalista     | 3. | 29 września 2002 | Palermo      | Ceglana      | Fernando González | 7:5, 3:6, 1:6              |
| Finalista     | 4. | 15 sierpnia 2004 | Sopot        | Ceglana      | Rafael Nadal      | 3:6, 4:6                   |
| Zwycięzca     | 2. | 19 września 2004 | Bukareszt    | Ceglana      | Igor Andriejew    | 6:0, 6:3                   |
| Zwycięzca     | 3. | 5 lutego 2006    | Viña del Mar | Ceglana      | Nicolás Massú     | 6:3, 6:4                   |
| Finalista     | 5. | 23 lipca 2006    | Stuttgart    | Ceglana      | David Ferrer      | 4:6, 6:3, 7:6(3), 5:7, 4:6 |
| Finalista     | 6. | 5 sierpnia 2007  | Sopot        | Ceglana      | Tommy Robredo     | 5:7, 0:6                   |
| Finalista     | 7. | 24 lutego 2008   | Buenos Aires | Ceglana      | David Nalbandian  | 6:3, 6:7(5), 4:6           |
| Finalista     | 8. | 8 lutego 2009    | Viña del Mar | Ceglana      | Fernando González | 1:6, 3:6                   |

#### Gra podwójna (5–6)
| Legenda                                                  |
| Wielki Szlem (0–0)                                       |
| Igrzyska olimpijskie (0–0)                               |
| Tennis Masters Cup / ATP World Tour Finals (0–0)         |
| ATP Masters Series / ATP World Tour Masters 1000 (0–0)   |
| ATP International Series Gold / ATP World Tour 500 (1–0) |
| ATP International Series / ATP World Tour 250 (4–6)      |

| Wygrane według nawierzchni |
| Twarda (0–1)               |
| Ceglana (5–5)              |
| Trawiasta (0–0)            |
| Dywanowa (0–0)             |

| Końcowy wynik | Nr | Data                | Turniej         | Nawierzchnia  | Partner               | Przeciwnicy w finale            | Wynik finału     |
| Finalista     | 1. | 18 lipca 2004       | Amersfoort      | Ceglana       | Luis Horna            | Jaroslav Levinský David Škoch   | 0:6, 6:2, 5:7    |
| Zwycięzca     | 1. | 25 lipca 2004       | Umag            | Ceglana       | Flávio Saretta        | Jaroslav Levinský David Škoch   | 4:6, 6:2, 6:4    |
| Finalista     | 2. | 19 września 2004    | Bukareszt       | Ceglana       | Óscar Hernández       | Lucas Arnold Ker Mariano Hood   | 6:7(5), 1:6      |
| Finalista     | 3. | 13 lutego 2005      | Buenos Aires    | Ceglana       | Sebastián Prieto      | František Čermák Leoš Friedl    | 2:6, 5:7         |
| Finalista     | 4. | 19 lutego 2005      | Costa do Sauipe | Ceglana       | Ignacio González King | František Čermák Leoš Friedl    | 4:6, 4:6         |
| Finalista     | 5. | 16 lipca 2005       | Båstad          | Ceglana       | Sebastián Prieto      | Jonas Björkman Thomas Johansson | 2:6, 3:6         |
| Zwycięzca     | 2. | 24 lipca 2005       | Stuttgart       | Ceglana       | Sebastián Prieto      | Mariano Hood Tommy Robredo      | 7:6(4), 6:3      |
| Zwycięzca     | 3. | 18 września 2005    | Bukareszt       | Ceglana       | Sebastián Prieto      | Victor Hănescu Andrei Pavel     | 6:3, 4:6, 6:3    |
| Finalista     | 6. | 9 października 2005 | Metz            | Twarda (hala) | Sebastián Prieto      | Michaël Llodra Fabrice Santoro  | 2:5, 5:3, 4:5(4) |
| Zwycięzca     | 4. | 5 lutego 2006       | Viña del Mar    | Ceglana       | Sebastián Prieto      | František Čermák Leoš Friedl    | 7:6(2), 6:4      |
| Zwycięzca     | 5. | 3 lutego 2008       | Viña del Mar    | Ceglana       | Sebastián Prieto      | Máximo González Juan Mónaco     | 6:1, 3:0 krecz   |

### Starty wielkoszlemowe (gra pojedyncza)
| Turniej         | 1999 | 2000 | 2001 | 2002 | 2003 | 2004 | 2005 | 2006 | 2007 | 2008 | 2009 | 2010 | 2011 | Wygrane turnieje | Bilans w turnieju |
| --------------- | ---- | ---- | ---- | ---- | ---- | ---- | ---- | ---- | ---- | ---- | ---- | ---- | ---- | ---------------- | ----------------- |
| Australian Open | –    | –    | –    | 2R   | 2R   | 1R   | 1R   | 1R   | 1R   | 1R   | –    | 1R   | –    | 0 / 8            | 2–8               |
| French Open     | –    | –    | 2R   | 1R   | 1R   | –    | 4R   | 2R   | 1R   | 2R   | 2R   | –    | –    | 0 / 8            | 7–8               |
| Wimbledon       | –    | –    | 1R   | 1R   | 1R   | 1R   | 1R   | –    | –    | –    | 1R   | –    | –    | 0 / 6            | 0–6               |
| US Open         | –    | –    | 1R   | 1R   | 1R   | 1R   | 2R   | 1R   | 2R   | 2R   | 3R   | –    | –    | 0 / 9            | 5–9               |